# Witch Hunter Robin
Witch Hunter Robin (japonsky: ウィッチハンターロビン, Wičči Hantá Robin) je japonský anime seriál, vytvořený studiem Sunrise. Odehrává se v současném Tokiu a v centru dění jsou členové tajné organizace Solomon, která má pobočky po celém světě. Její činností je výzkum, vyhledávání a případné zabíjení Čarodějů - lidí, z nichž se projevují nadlidské schopnosti. Členové vyšetřovacích týmů jsou sami Čarodějové nebo Zárodky (potomci Čarodějů, jejichž schopnosti se zatím neprojevily) a jsou pečlivě vybírání tzv. Inkvizitory. 
Na tokijské pobočce je ovšem leccos zvláštního. Členové SNT-J používají místní objev - kapalinu Orbo, která je chrání před magií. Vyrábí se v tajemné Továrně, kam jsou také odváženi a kde jsou vězněni Čarodějové, kteří své schopnosti zneužili ke spáchání zločinu (což je rovněž místní specialita - ostatní týmy v jiných městech a zemích provinilce zabíjí). Navíc se zdá, že pracovníci Továrny přijíždějí nejen pro polapené Čaroděje na šikmé ploše, ale stojí za zmizeními neškodných Čarodějů, kterým se nepovedlo své schopnosti utajit. 
Jak později vyjde najevo, Čarodějové nejsou novodobý jev. Před deseti tisíci lety byli ctěni jako božstva a žili společně s lidmi jako jejich vládci, pak ale v důsledku dědičné mutace začali ztrácet svou moc. Dávnou slávu Čarodějů se pokusil obnovit jeden nadějný vědec, byl však zavražděn a jeho záznamy zničeny. Jeden z členů Solomonu ale ví, že jeho snažení nezůstalo bez výsledku...

## Postavy

### SNT-J
- Robin Sena (15) - křehká dívka narozená v Japonsku. Vyrostla v Itálii, kde se o ni staral kněz otec Juliano a velkou část dosavadního života žila v klášteře odříznuta od vnějšího světa. Obléká se jako jeptiška, má spoustu zakořeněných návyků a silnou víru v Boha. Její původ je nejasný, o svých rodičích nic neví. Používá element ohně, ale ze začátku série své schopnosti příliš neovládá, protože se jí přitom zhoršuje zrak, a spoléhá spíše na teoretické znalosti magie. Své schopnosti považuje za dar pro boj s Čaroději a až později zjistí, že je sama Čarodějkou.
- Amon (25) - neformální šéf týmu a Robinin partner ve dvojici. Zodpovídá se pouze Zaizenovi a jeho chování a motivace není zcela vyjasněno; půl roku před příchodem Robin měl možná prsty ve smrti své bývalé kolegyně. S rodiči přerušil kontakty a nemluví o nich, nestýká se příliš ani se svým starším bratrem. Jeho matka byla Čarodějka a Amon se stal svědkem bouřlivého probuzení jejích schopností a protože jeho otec byl Zárodek, je Amon rovněž zárodkem a žije s vědomím, že se jeho schopnosti mohou kdykoliv projevit a to se stejnou ničivou měrou, jako matčiny. Z toho důvodu nenávidí všechny Čaroděje. Ze začátku má averzi i k Robin, které pro několik prvních případů nezadává žádnou práci.
- Haruto Sakaki (18) - člen SNT-J a Zárodek. Je horkokrevný a lehkomyslný, občas se po hlavě vrhá do nebezpečných situací a dostává tak tým do problémů. Hned po Robin je nejnovějším členem týmů a po jejím příchodu se jistou dobu obává o své místo. Při razii v centrále si zlomí nohu a pro další práci je dočasně částečně vyřazen.
- Michael Lee - mladičký hacker a vězeň v centrále SNT-J. Na krku nosí řetízek, které monitoruje jeho pohyb. Před dvěma lety se prolámal do systému Solomonu a byl přitom chycen. Teď pracuje v SNT-J jako technická podpora. Poté, co si centrála Solomonu udělá v tokijské pobočce pořádek, je za své zásluhy propuštěn a stává se zaměstnancem.
- Miho Karasuma (19) - Čarodějka s telepatickými schopnostmi. Dokáže zachytit vzpomínky v předmětech i tělech lidí a zvířat (jak živých, tak neživých). Tuto schopnost používá při vyšetřování případů pro SNT-J, když ale po zmizení Amona a Robin a zranění Sakakiho zůstává s Doujimou na práci prakticky sama, začíná o své schopnosti přicházet. Na svůj věk se jeví velmi profesionálně a zkušeně. Když Zaizen ztrácí pevnou půdu pod nohama, nechá unést Karasumu do Továrny a chce ji donutit, aby zabila Robin, protože její přežití znamená konec pro svobodný život lidí bez schopností a slabých kouzelníků, jak je ona. Karasuma se místo toho přidá k Amonovi a Robin a při útěku z Továrny prohlásí, že pravděpodobně přišli oba o život. V obnovené pobočce Solomonu přebírá Amonovo místo.
- Jurika Dódžima (堂島 百合香) - mladá nezodpovědná dívka a nejslabší článek týmu. Ke konci série, poté co tým přijde o Robin a Amona, se začne více angažovat a vyjde najevo, že ve skutečnosti není týmu vnucené dítko vlivných rodičů, ale tajná agentka. Když se členové týmu na konci série vydají do Továrny zjistit, co se stalo s Karasumou, a připletou se k zatýkání, Dojima je označí jako své spolupracovníky a prohlásí Robin a Amona za mrtvé, ačkoliv tomu sama nevěří.
- Vrchní inspektor Šintaró Kosaka (小坂 慎太郎) - šéf jednotky SNT-J. Je temperamentní, vzteklý a ze začátku se zdá, že prakticky k ničemu. Když se však ke konci série dostane tým do problémů, začne jednat a propustí Michaela. Na konci série přebírá Zaizenovo místo.
- Šohei Hattori (服部 庄平) - Kosakův asistent. Od kolegů si udržuje silný odstup a často napodobuje Kosaku.

### Solomon
- Otec Juliano Colegui - vychovatel Robin a ve skutečnosti její dědeček. Ví o jejím původu a když Robin zmizí zpod kontroly Solomonu, v obavách, že se její schopnosti vymkly její kontrole, nařídí Amonovi, aby ji zabil. Později se s ní setká a žádá ji o odpuštění, přičemž jí prozradí pravdu o Todově experimentu.
- Hiroši Tódó - genetik, který zkoumal vznik a dědičnost schopností Čarodějů a snažil se napravit konflikty mezi nimi a lidmi bez schopností. Pokusil se o manipulaci genů, následkem čehož byl odepsán a zavražděn. V jistém smyslu je "otcem" Robin.
- Takuma Zaizen (財前 琢磨) - ředitel tokijské pobočky Solomonu. Je přesvědčen, že musí vyčistit svět od Čarodějů úplně, ne pouze lovit ty, kteří svými schopnosti škodí svému okolí.

### Ostatní
- Šundži Nagira - právník a Amonův starší bratr. Protože mají pouze stejného otce, je Nagira na rozdíl od Amona normálním člověkem. Sám nesnáší dělení na lidi, Čaroděje a Zárodky a nelíbí se u taktika japonské pobočky Solomonu. Pomáhá Čarodějům a Zárodkům získat novou identitu a bezpečí před Solomonem a orientuje se v podsvětí, protože má rozsáhlou síť informátorů. Prakticky je tak na jiné straně barikády než Amon, ale přesto je pro Amona nejdůvěryhodnější osobou.
- Tóko Masaki - půvabná, příjemná mladá žena a spolubydlící Robin. O Robin se velmi zajímá a časem vyjde najevo, že je Zaizenova dcera, k otci se ale příliš nehlásí, ačkoli je ochotná s ním spolupracovat. Ze začátku chodí s Amonem, ten ale později vztah ukončí. Touko se stane obětí útoku na Robin v jejich bytě a po vyléčení je odvezena do sanatoria. V dalším ději nehraje žádnou roli.
- Judži "Master" Kobari - tichý a zdvořilý majitel kavárny "Harry's" nedaleko centrály SNT-J, kam chodí členové týmu. Poskytuje občas týmu informace, které získal od hostů. Jeho syn Yukata byl Čaroděj, který zmizel v USA a živil se tam nájemnými vraždami; když poté zradil mafii a byl smrtelně zraněn, vrátil se k otci zemřít. Jisté indicie naznačují, že i on je Čaroděj, to se ale nikdy nepotvrdí přímo. Pro tým je oporou, když přichází krize.
- Maria Colegui - matka Robin a dcera Otce Juliana. Z důvodu genetické anomálie ji čekal krátký život, a proto souhlasila s Todovým experimentem a věřila ve své dítě jako v Naději pro Čaroděje a jejich pokojné soužití s lidmi. Schopnost pyrokineze zdědila Robin po ní, svou matku však nikdy nepoznala, protože Maria zemřela při porodu.

## Děj
Robin Sena přijíždí do Tokia do místní pobočky organizace Solomon, kde má nahradit zavražděnou členku a Čarodějku Kate. Tým SNT-J ji přijímá s rozpaky, protože Kate zemřela už před půlrokem. Její partner Amon chce, zdá se, pracovat sám a nestojí o ni, kolega Sakaki z jiné dvojice se obává, že bude propuštěn. Členové týmu spolu nemají udržovat a ani neudržují bližší přátelské vztahy, jak se Robin dozví od Karasumy. Ředitel Zaizen má jisté podezření, je mu ale divné, že se Robin vůbec nezajímá o Orbo a nechce používat ochranné přívěšky s Orbem, protože by brzdily její schopnosti. 
Poté, co Robin sehraje rozhodující úlohu v několika vyšetřováních, ji Amon začne akceptovat jako partnerku a když zjistí, že se Robin zhoršuje zrak, odveze ji k očnímu lékaři a přiměje ji, aby nosila brýle. 